# Хованский, Пётр Иванович Змей
Князь Пётр Иванович Змей (Меньшой) Хованский (ок. 1648—1709) — русский государственный и военный деятель, боярин (с 1677), полковой воевода, владелец подмосковного села Леоново.

## Происхождение
Представитель знатного княжеского и боярского рода Хованских, происходившего от великого князя литовского Гедимина. Младший из двух сыновей боярина и воеводы князя Ивана Никитича Хованского (ум. 1675). Старший брат — стольник князь Иван Иванович Хованский (1645—1701).

## Биография
В 1677 году князь Пётр Иванович Хованский был пожалован в бояре. В 1682 года — судья Судного приказа, затем упоминается разрядами полковым воеводой в разных полках.
В 1706 году боярин участвовал в подавлении Астраханского восстания 1705—1706 годов. В январе передовой отряд под командованием П. И. Хованского выступил против мятежников, а за ним двигался основной отряд под предводительством боярина и фельдмаршала Бориса Петровича Шереметева. 22 января П. И. Хованский прибыл в Царицын, откуда отправил парламентеров в Астрахань. Среди мятежников начались распри, зажиточные участники выступали за соглашение с правительством и прекращение восстания, а бедняки («голытьба») настаивали на продолжении бунта, планируя выдержать осаду царских войск. 2 марта Б. В. Шереметев и П. И. Хованский вступили в Черный Яр, который им сдался. 10 марта делегация астраханцев прибыла в лагерь Б. В. Шереметева. 12 марта царские войска окружили Астрахань и открыли по ней артиллерийский огонь. 13 марта правительственные силы вошли в Астрахань и подавили восстание. Многие участники восстания были схвачены и казнены.
В июле 1706 года фельдмаршал Борис Петрович Шереметев сдал руководство городом и его уездом своему заместителю, князю Петру Ивановичу Хованскому, а сам отбыл в Москву.
В 1708 году участвовал в подавлении башкирского восстания 1704—1711 годов. В конце декабря 1707 года царь Пётр Великий принял решение отправить на подавление башкирского восстания пять полков под командованием боярина князя П. И. Хованского. В январе 1708 года он с царским войском прибыл в Казань, откуда вначале попытался мирными средствами убедить башкирских предводителей прекратить восстание. 2 февраля отправил из Казани толмача и ясачных татар на встречу с лидерами мятежников. Переговоры состоялись на Арской дороге в 80 верстах от Казани и закончились безрезультатно. Восставшие башкиры продолжили разорять и опустошать Казанский уезд. Казанский воевода князь Пётр Иванович Хованский отправил против мятежников правительственные отряды. Отряд Осипа Бартенева выступил из Казани по Арской дороге и вынудил мятежников отступить в Уфимский уезд. Второй отряд под руководством станичного атамана Невежина, действовавший из Сергиевска, разбил башкир под Билярском.
22 февраля 1708 года войско выступило из Казани в поход на башкирских мятежников. Повстанцы вступили в переговоры с царским главнокомандующим. Казанский воевода Никита Алферович Кудрявцев советовал Петру Хованскому «чтобы воровских обманов не слушал и учинил им военный страх». Но боярин Пётр Иванович Хованский ответил ему: «Не учи меня!» и вступил в переговоры. Пётр Хованский с войском выступил из Казани. Лидеры мятежников, вначале собиравшиеся вступить в переговоры с царским главнокомандующим, при приближении русских отступили в Закамье. Татарские и башкирские волости стали приносить присягу на верность царю. Почти не встречая сопротивления войско продолжало наступление и 17 марта вступил в Елабугу. Казанский воевода Никита Кудрявцев отправлял в Москву доносы на действия князя Петра Хованского, обвиняя его в мягкотелости и бездействии. Из Елабуги Пётр Хованский возобновил переговоры с руководителями восстания. Часть мятежников сложила оружие. 26 мая 1708 года с полками переправился через Каму и вступил в Челны. Несколько лидеров повстанцев прибыло к русскому лагерю, где принесли повинную. Башкирские лидеры согласились прекратить восстание, а Пётр Иванович Хованский от имени царского правительства обещал помилование всем восставшим.
Царь Пётр Алексеевич отправил два указа. В первой грамоте он благодарил его за подавление башкирского восстания, а во второй — отправлял его против восставших донских казаков.
Из Казани отправлен на подавление казацкого восстания на Волге и на Дону. Калмыцкий хан Аюка предоставил царскому правительству крупные силы для борьбы с булавинцами. В бою под Саратовом калмыки разбили повстанческие отряды под руководством атамана Некрасова. От Волги П. И. Хованский двинулся на донские притоки, «отыскивая воров в самых жилищах их». Русско-калмыцкий отряд взял Перекопский городок, где перебил казаков, разорил и выжег их дома. При приближении карателей восставшие донские казаки вместе с семьями (до 4 тыс. чел.) бежали из Паншина. П. И. Хованский отправил в погоню за ними своего товарища Дмитриева-Мамонова с калмыками. В пяти верстах ниже от Паншина, у р. Дона, казаки были настигнуты и полностью окружены. «Была баталия с ними великая, — писал Хованский царю, — и никогда я не помню, чтоб так козаки крепко стояли, а более того, разумею, что крепко стояли беглые драгуны и из полков солдаты, а наибольше полку господина фельдмаршала (Шереметева), как он шел снизу, такоже и других полков». Мятежники потерпели полное поражение, женщины, дети и обоз были захвачены победителями. Пётр Иванович Хованский взял и сжег восемь донских городков, а тридцать девять городков «добили челом» и принесли присягу на верность царю.

## Семья
Женат дважды: 
1. Княжна Ирина Григорьевна урождённая Козловская.
2. Анна Кондратьевна Загряжская, дочь стольника Кондратия Афанасьевича Загряжского

Дети:
- Анастасия Петровна Хованская — жена Ивана Самойловича Салтыкова
- Аграфена Петровна Хованская — жена Григория Михайловича Собакина
- Анна Петровна Хованская — жена князя Василия Афанасьевича Сонцева-Засекина
- Прасковья Петровна Хованская — супруга князя Степана Ивановича Барятинского;
- Алексей Петрович Хованский (1685—1735) — женат дважды: на княжне Марии Михайловне Голицыной (ум. 1728), и Евдокии Ивановне Лодыженской (ум. 1729).
- Василий Петрович Хованский (1694—1746) — предок современных Хованских (у В.П. Долгорукова не показан).